# Taràssovo
Taràssovo (en rus: Тарасово) és un poble de la República de Mordòvia, a Rússia, segons el cens del 2019 tenia 409 habitants, pertany al municipi de Sabantxéievo.